# 人妻怪談 淫欲むせび泣き
『人妻怪談 淫欲むせび泣き』（ひとづまかいだん いんよくむせびなき）は、山内大輔監督の日本映画。2025年8月1日劇場公開。

## 概要
上野オークラ劇場新館オープン15周年記念作品。2025年8月9日の同劇場では、コロナ禍で休止となった舞台挨拶が約5年ぶりに開催された。劇中でのセリフはほとんどなく、役名も明かされない人物がほとんどである。
監督の山内大輔は昭和貸本時代の怪奇漫画にオマージュを捧げたとしている。

## あらすじ
主婦の文乃は真夜中に起きた際、自宅で謎の赤い服の女を目撃する。文乃は赤い服の女の背中を追うと、その後ろ姿は自分の後ろ姿となり、階段を上っていくと、自分そっくりな女と旦那がセックスをしていた。

## 登場人物
文乃（ふみの）
演 - 木下凛々子
謎の女の姿を見てしまった主婦。夫の死後はデリバリーヘルスで働く。
莉沙
演 - 藤田ゆず
たちんぼする少女。
凌子（りょうこ）
演 - 加藤ツバキ
行方不明になる黒い帽子の女。フルネームは神宮寺凌子。
赤い服の女/ユキエ　
演 - 海北麻衣
ヒロシの愛人。
演じる海北は木下のボディダブルも担当した。
霊界の従者
演 - 七々原瑚子
演 - 江戸川もなか
演 - 相月菜緒
謎の若い3人組。
ミサオ
演 - 烏丸達平
和室のアパートに住む謎の男
ヒロシ
演 - 泉正太郎
文乃の夫。
高山
演 - 安藤ヒロキオ
ユキエの恋人。

## スタッフ
- 監督・脚本：山内大輔
- 撮影監督：中尾正人
- 録音：植田中
- 音楽：project T&K
- 整音&効果：AKASAKA音効
- 特殊メイクアップ&造形：土肥良成
- 特殊メイクアップ&造形助手：とおあまりみつ、おかだかいり。
- ポスター&スチール：須藤未悠
- ラインプロデューサー&助監督：江尻大
- 監督助手：高橋昂大
- 撮影助手：榮穣、片山真琴、嶋本真帆
- アートワーク：きっと
- 撮影応援：郷田或
- 制作進行：ひでポックル
- 撮影協力：ホテル豊(茨城県那珂市)、桜井仁史
- 仕上げ：東映ラボ・テック
- 制作：VOID FILMS
- 提供：オーピー映画